# Takehiko Yamashina
Le prince Takehido Yamashina (山階宮 武彦王, Yamashina-no-miya Takehiko-ō), né le 13 février 1898 à Tokyo et mort le 10 août 1987 à Fujisawa, est le troisième (et dernier) chef de la Yamashina-no-miya, branche collatérale de la famille impériale japonaise. Il est surnommé le « prince volant ».

## Biographie

### Jeunesse
Le prince Takehiko Yamashina est le fils du prince Kikumaro Yamashina par sa première épouse, l'ancienne Kujo Noriko. Il succède à son père comme troisième chef de la maison Yamashina-no-miya le 2 mai 1908 après la mort soudaine et prématurée de son père.

### Carrière militaire
Takehiko Yamashina est diplômé de la 46e promotion de l'Académie navale impériale du Japon en 1918, premier des 126 cadets de la promotion. Il effectue son service de cadet sur le cuirassé Kirishima. Après être diplômé des écoles militaires d'artillerie navale et de torpilles, il rejoint le Bureau de l'aviation de la marine impériale japonaise (en) comme sous-lieutenant en 1921. Le prince Yamashina est un enthousiaste de l'aéronautique navale et participe à l'établissement d'un institut d'aviation privé, l'école d'aviation Mikuni. Il s'élève au rang de lieutenant puis est attaché à l'État-major de la marine impériale japonaise. Le prince Yamashina se retire du service actif en 1927 en raison de sa santé déclinante (il aurait eu une crise de nerfs). Il est promu au rang de capitaine de corvette en 1929 et mis sur une liste d'attente. Le prince Yamashina Takehiko se retire de la vie publique en 1932.
Le prince Yamashina perd son statut de membre de la famille impériale avec l'abolition des branches de familles impériales par les autorités américaines d'occupation le 14 octobre 1947.

### Mariage et famille
En 1922, Takehiko Yamashina épouse la princesse Sakiko Kaya, fille du prince Kaya Kuninori. La princesse Sakiko meurt le 1er septembre 1923 au cours du séisme de Kantō lorsque leur maison de la plage de Yuigahama (en) à Kamakura dans la préfecture de Kanagawa s'effondre sur elle, la tuant elle et son enfant à naître nommé prince Taha Yamashina (山階宮他派王, Yamashina-no-miya Taha-ō). La mort de sa femme affecte profondément le prince Yamashina et il souffre de graves dépressions nerveuses pendant des années. Il ne se remarie jamais et la lignée directe Yamashina s'éteint avec sa mort le 10 août 1987.

## Source de la traduction
- (en) Cet article est partiellement ou en totalité issu de l’article de Wikipédia en anglais intitulé « Prince Yamashina Takehiko » (voir la liste des auteurs).